# 陕北民歌
陝北民歌是中国民歌的一种，广泛的流传在陝北，用陝北方言唱出的一种地方的歌。一般是用来唱出自己在黄土高原上的心声。主要流派包括信天游、劳动号子、小调等。
1980年代至1990年代，中国歌坛出现了一批使用陕北民歌元素作曲、但编曲采用流行风格的音乐作品。包括《黄土高坡》、《我热恋的故乡》、《信天游》、《一无所有》等，被称为“西北风”。

## 著名民歌
- 《东方红》
- 《山丹丹开花红艳艳》
- 《绣金匾》
- 《送情郎》
- 《走西口》
- 《兰花花》
- 《三十里铺》
- 《挂红灯》